# 昆德尔特
昆德尔特是德国莱茵兰-普法尔茨州的一个市镇。总面积3.14平方公里，总人口272人，其中男性144人，女性128人（2011年12月31日），人口密度87人/平方公里。